# Guillermo Roux
Guillermo Roux (Buenos Aires, 1929-28 de noviembre de 2021) fue un pintor argentino; considerado uno de los referentes del surrealismo de su país.

## Biografía
Nació en el barrio porteño de Flores y su formación la realizó junto a su padre, el uruguayo Raúl Roux, guionista y dibujante de historietas de vasta trayectoria en la Argentina. En 1948 egresó de la Escuela Nacional de Bellas Artes Manuel Belgrano. A los 23 años hizo su primera exposición, dedicándose luego a la recreación pictórica de los monumentos y los museos de Italia como forma de descifrar la Historia del Arte. 

## Trayectoria
En 1956 por razones políticas viajó a Europa, huyendo de la persecución política de su país. Allí aprendió las técnicas del fresco, del mosaico, hizo copias y adoptó definitivamente a pintores como Tiziano y a Tiépolo que junto con Goya y Velázquez justificaban para él la historia del arte. 
Entre 1956 y 1960 realizó un consciente aprendizaje en el taller de Umberto Nonni, en la Vía Flaminia, Roma. En 1957 se casó con Lina Guccerelli. De regreso al país, se radicó en Jujuy, donde alternó la pintura con la docencia en escuelas primarias y participó con otros artistas en la fundación de la Escuela de Artes y Oficios de Jujuy. En 1964 nació su hija Alejandra.
En 1966, residió un año en Nueva York y a su regreso a Buenos Aires se separó de su esposa. Poco después se casó con Franca Beer. El primero en reconocer su ya vasta obra pictórica es el crítico de arte Rafael Squirru, que lo llevó a exponer en la galería Bonino de Buenos Aires en 1972. Ingresó a la escena internacional en 1973, cuando expuso en Marlborough Fine Arts en Londres y al año siguiente en Múnich. En 1975 ganó el Primer Premio Internacional de la XIII Bienal de San Pablo. Luego realizó numerosos viajes a París, Roma y Sicilia. Realizó muestras en 1977 en Jeanne Bucher, en París, en 1982 en la XI Bienal de Venecia, en 1988 en la Phillips Collection, en Washington D. C., Estados Unidos y en 1990 en la KunstHalle de Berlín. En Argentina, en 1996, realizó una muestra retrospectiva en el Museo Nacional de Bellas Artes. En 2005 inauguró Homenaje a Buenos Aires, un gran mural de 12 metros por 5,40 de alto, en un edificio construido por César Pelli en avenida del Libertador y el pasaje Della Paolera.
Llevó su obra a numerosos países de Europa, EE. UU. y América Latina. Caracterizado por una gran versatilidad en las formas de expresión, realizó dibujos, acuarelas, témperas y collages. Roux alcanza depurados grados de percepción en los grafismos y los colores que fijan la tonalidad. El conjunto de su obra manifiesta una fuerte influencia del surrealismo. En su obra se destacan El collar de perlas (1975), La valse (1977), Isolabella (1992), Paisaje con el Etna (1998) y Maja  y torero con instrumentos musicales  (1998). 
En la década de 1990 realizó una obra de gran tamaño titulada Mujer y máscaras, que está expuesta en las Galerías Pacífico de la ciudad de Buenos Aires, con la temática de arlequines  y comediantes italianos, incursionando en el surrealismo (figuras tapadas, escondiendo sus caras). Otra obra de grandes dimensiones es La Ronda, una tela de 2,5 metros por 4 que está expuesta en la entrada del Palacio Duhau, donde funciona el hotel Park Hyatt. Su última obra monumental es La Constitución guía al pueblo, un mural de 7 metros por 3,5, realizado para decorar el recinto de la legislatura de provincia de Santa Fe.

## Reconocimientos
En 1982 recibió el Premio Konex de Platino como el más importante pintor surrealista de la historia en Argentina. En 2007 fue designado por la legislatura "Ciudadano ilustre de la Ciudad de Buenos Aires". Fue miembro de número de la Academia Nacional de Bellas Artes. En 2011 realizó el mural "La Constitución guía al pueblo”, instalado en la Cámara de Diputados de Santa Fe.